# Tissu mammaire surnuméraire
« Polymastie » redirige ici. Ne pas confondre avec Polymathie.

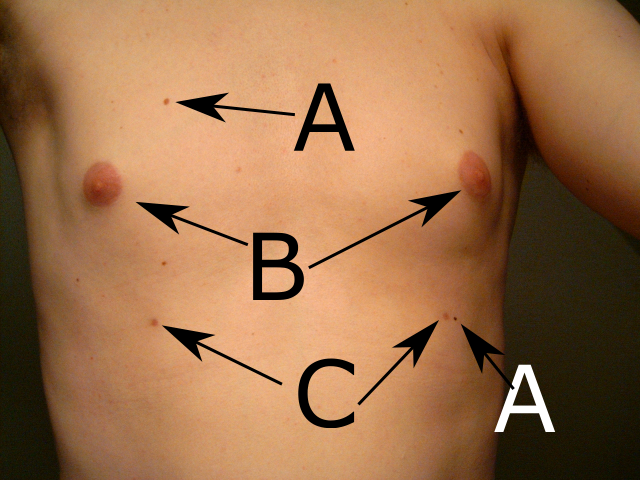
Polythélie chez un homme. A - nævus mélanocytaire. B - mamelon normal. C - mamelon surnuméraire.

Les tissus mammaires surnuméraires sont des anomalies de nombre de tissu mammaire chez les mammifères. Ils sont classés en huit types allant de la simple zone pileuse à la glande mammaire fonctionnelle,. Parmi ces types, on distingue la polymastie, caractérisée par la présence d'une glande mammaire surnuméraire, et la polythélie, caractérisée par la présence d'un mamelon surnuméraire.
Chez les mammifères, il se forme lors de l’embryogenèse plusieurs paires de bourgeons mammaires symétriques (cinq à sept paires chez les humains) répartis sur deux crêtes mammaires (lignes lactéales ventrales allant des creux axillaires aux régions inguinales). Au cours du développement chez les primates, les bourgeons mammaires thoraciques évoluent en glandes mammaires, les autres bourgeons involuent progressivement, mais certaines ébauches extrathoraciques peuvent persister comme structures vestigiales.

## Épidémiologie
Cette anomalie est fréquente, puisqu'elle concerne 1 à 5 % de la population générale. En principe bénigne, elle touche en moyenne 2 à 6 % des femmes et 1 à 3 % des hommes,. Il s'agit le plus souvent de polythélie, plus rarement de polymastie.

## Description
Les tissus mammaires surnuméraires peuvent apparaître au cours du développement embryonnaire au niveau des deux crêtes mammaires, qui joignent les aisselles aux aines en passant par les mamelons normaux. Lorsque le tissu mammaire surnuméraire est situé sur une de ces lignes mammaires, il s'agit d'un tissu mammaire accessoire. Lorsqu'il est situé en dehors de ces lignes, il s'agit d'un tissu mammaire ectopique.
Le tissu mammaire surnuméraire est souvent unique et de type accessoire, le plus souvent situé au niveau du thorax, mais il peut être localisé au niveau de l'aisselle ou de l'abdomen. Exceptionnellement, il existe d'autres localisations ectopiques, comme le pied, l'épaule, la cuisse ou le visage.
| type                     | tissu glandulaire | mamelon | aréole | tissu adipeux | zone pileuse |
| 1                        | oui               | oui     | oui    |               |              |
| 2                        | oui               | oui     |        |               |              |
| 3                        | oui               |         | oui    |               |              |
| 4                        | oui               |         |        |               |              |
| 5 (pseudomamma)          |                   | oui     | oui    | oui           |              |
| 6 (polythélie)           |                   | oui     |        |               |              |
| 7 (polythelia areolaris) |                   |         | oui    |               |              |
| 8 (polythelia pilosa)    |                   |         |        |               | oui          |

### Polymastie
« Polymastie » redirige ici. Ne pas confondre avec Polymathie.
La polymastie est l'anomalie anatomique caractérisant les mammifères possédant davantage de mamelles que leur espèce n'en dispose traditionnellement. Chez l'humain, elle désigne donc la présence de plus de deux seins chez un individu avec le développement de glande mammaire. Elle caractérise les types 1 à 4 de la classification des tissus mammaires surnuméraires.

### Polythélie

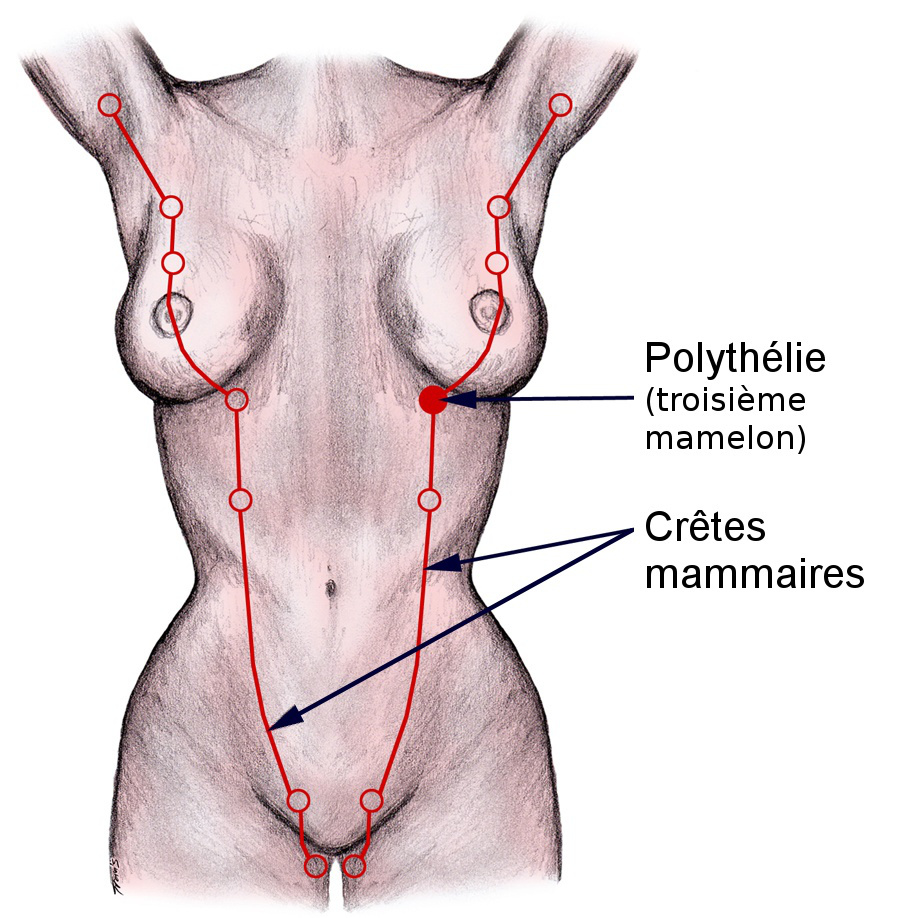
Troisième mamelon.

La polythélie est la présence congénitale anormale d'un ou plusieurs mamelons surnuméraires sans développement de glande mammaire, chez les mammifères. Chez l'être humain, la polythélie est caractérisée par la présence de plus de deux mamelons, quel que soit le sexe. La polythélie au sens strict correspond au type 6 de la classification des tissus mammaires surnuméraires et en constitue l'occurrence la plus fréquente.

## Diagnostic différentiel
Un mamelon surnuméraire peut être confondu avec un grain de beauté, un angiome, un léiomyome, un lipome, une adénopathie, une endométriose voire une métastase cutanée.

## Aspect médical
Le tissu mammaire surnuméraire, en particulier la polythélie, est en principe sans conséquence en dehors d'une éventuelle gêne esthétique. Toutefois, il faut garder en tête que les pathologies affectant le tissu mammaire normal peuvent atteindre cette anomalie lorsqu'elle en contient. Par ailleurs, une possible relation avec des malformations rénales, cardiaques (comme le prolapsus mitral) ou digestives est discutée. Le tissu mammaire surnuméraire peut entraîner des douleurs et des démangeaisons[réf. nécessaire].

## Exemples

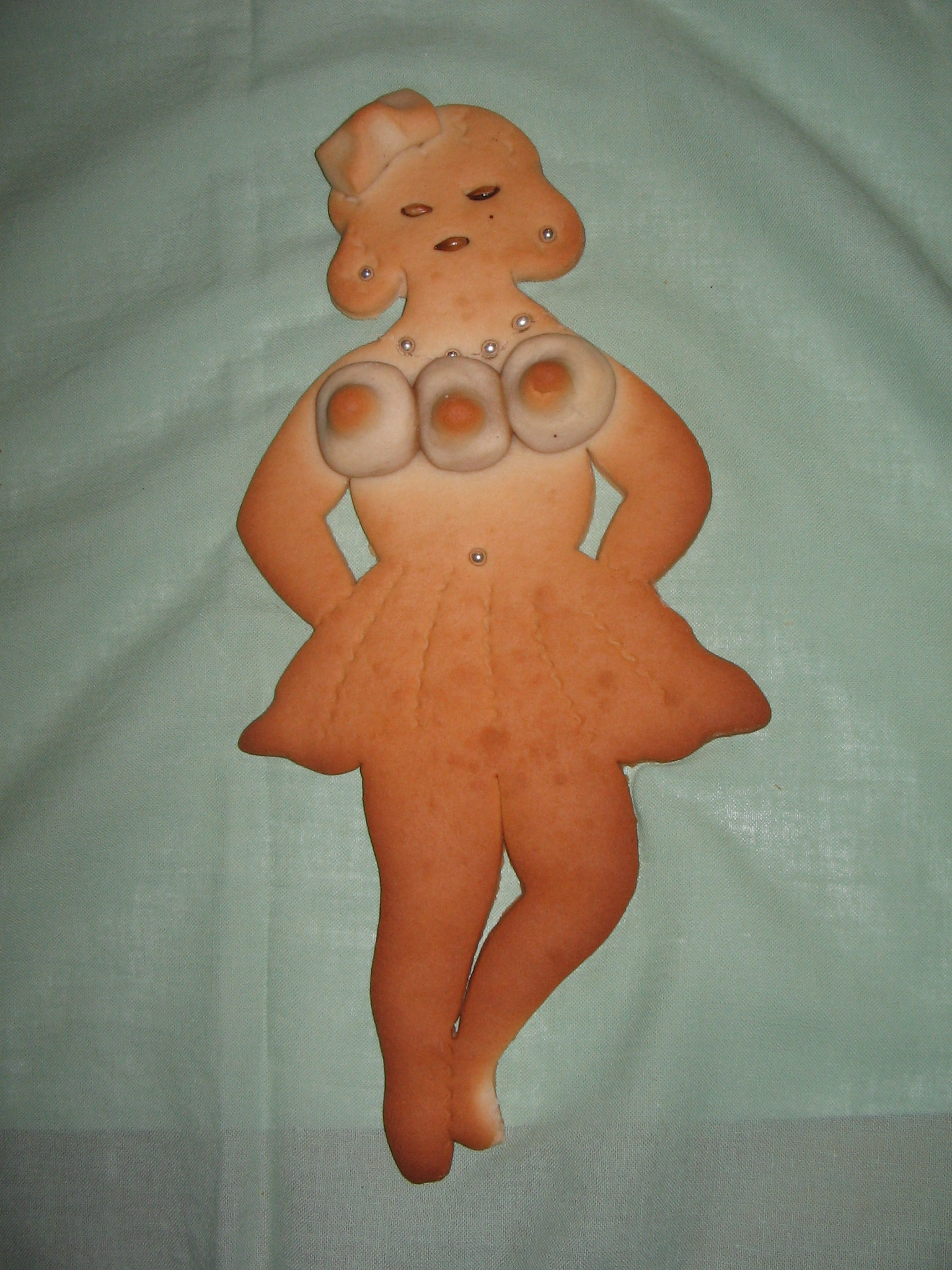
La est un biscuit en forme de poupée qui a trois seins.

### Dans les croyances

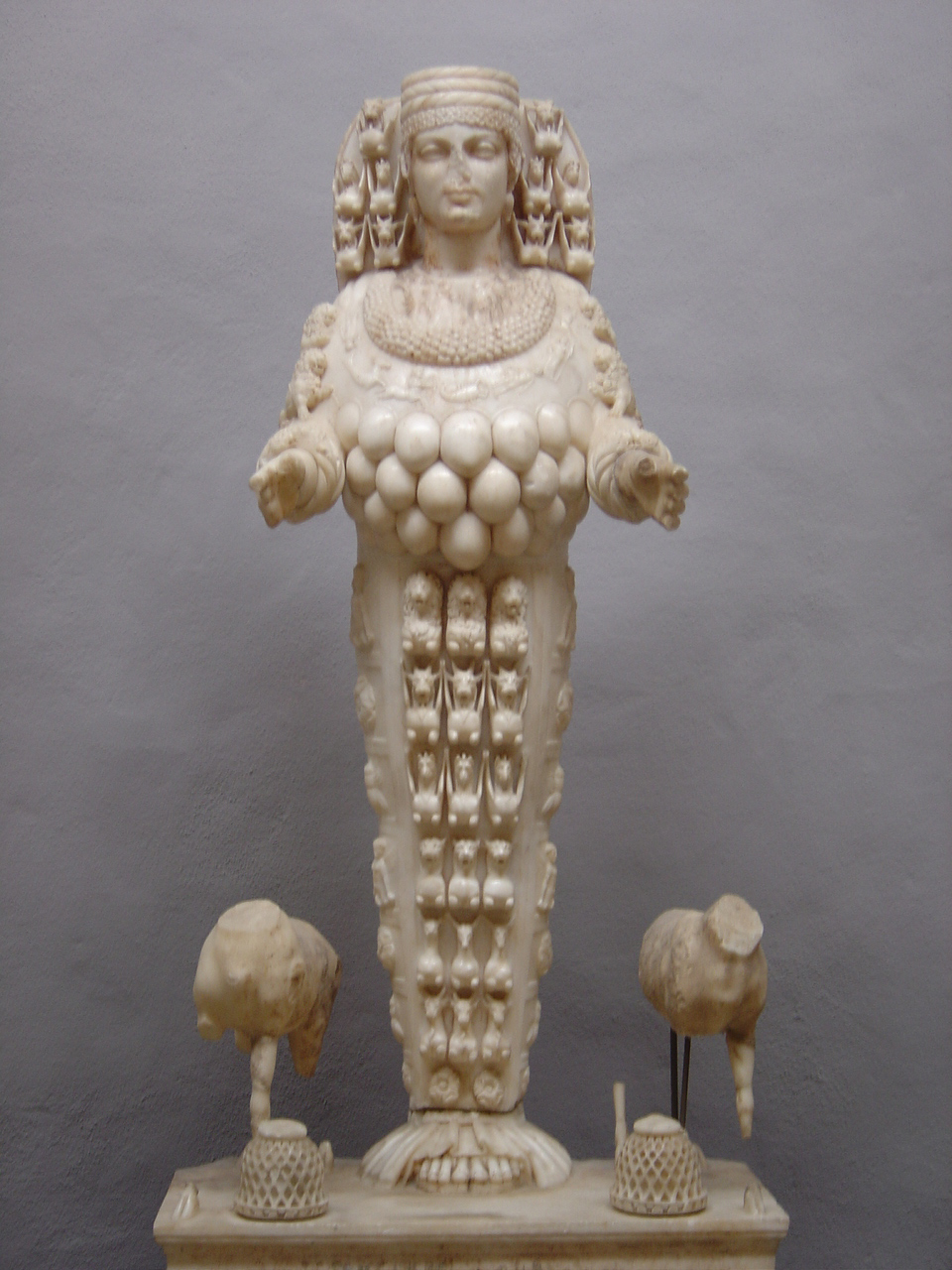
Une Artémis polymaste au musée de Selçuk, en Anatolie.

Dans la mythologie, la polymastie était un attribut fréquent d'Artémis.
Aux Etats-Unis aux XVIIe – XVIIIe siècles la présence d'un téton surnuméraire était considéré comme une marque permettant de reconnaître une sorcière. Grace Sherwood a été condamnée à la prison pour sorcellerie en partie parce qu'elle aurait eu « deux choses d’une [couleur] noire comme des tétons sur ses parties intimes ».

### Dans la fiction
- Dans le film L'Homme au pistolet d'or de la série des James Bond, le personnage éponyme a un mamelon surnuméraire.
- Dans Total Recall de Paul Verhoeven, une prostituée de Mars possède trois seins à cause d'une mutation due aux radiations.
- Dans la série télévisée américaine Friends, le personnage de Chandler a un mamelon surnuméraire[14].
- Dans un épisode de la série télévisée des Simpson, le personnage de Krusty le clown a un mamelon surnuméraire.
- Dans le film Good Luck Chuck (Charlie, les filles lui disent merci), le personnage de Lara a trois seins, on la voit d'ailleurs seins nus pendant le générique de fin.

### Cas notoires
- Anne Boleyn, deuxième épouse de Henry VIII d'Angleterre et mère de d'Élisabeth Ire d'Angleterre, aurait eu un mamelon ou un sein surnuméraire, selon les rumeurs de l'époque[15] ;
- Mark Wahlberg, acteur[16] ;
- Lily Allen, chanteuse, a un troisième mamelon, qu'elle a montré à la télévision[17] ;
- Carrie Underwood, chanteuse[18].